# Agastoschizomus texanus
Espèce
Agastoschizomus texanus est une espèce de schizomides de la famille des Protoschizomidae.

## Distribution
Cette espèce est endémique du Texas aux États-Unis. Elle se rencontre dans la grotte Seminole Sink dans le parc et site historique d'État de Seminole Canyon dans le comté de Val Verde.

## Description
La femelle holotype mesure 3,28 mm.

## Étymologie
Son nom d'espèce lui a été donné en référence au lieu de sa découverte, le Texas.

## Publication originale
- Monjaraz-Ruedas, Francke & Cokendolpher 2016 : Three new species of Agastoschizomus (Arachnida: Schizomida: Protoschizomidae) from North America. Revista Mexicana de Biodiversidad, vol. 87, no 2, p. 337-346.